# Kunsthalle Rostock
La Kunsthalle Rostock (The Rostock Art Gallery) est un musée d'art contemporain de la ville de Rostock en Allemagne près du parc Schwanenteich.

## Histoire
Le musée s'ouvre le 15 mai 1969.

## Collections & expositions
- A. R. Penck
- Camille Claudel
- Ernst Barlach
- Christo et Jeanne-Claude
- Robert Rauschenberg
- Richard Serra
- Paolo Roversi
- Paul Wunderlich
- Wolfgang Joop
- Margret Middell
- Fritz Cremer
- Jürgen von Woyski ...